# MRK1
MRK1, de son vrai nom Mark Foster (né à Manchester), est un musicien britannique de dubstep.

## Biographie
Mark Foster est originaire de Manchester, en Angleterre, et est surtout connu pour son travail au sein du Virus Syndicate, dont les MC Goldfinger et Nika D, qu'il produit et pour lesquels il fournit des pistes instrumentales, ainsi que pour sa fusion des deux genres. Il est reconnu par la presse spécialisée comme l'un des pionniers du dubstep.

## Discographie

### Albums studio
- 2001 : Contagious
- 2004 : One Way
- 2007 : Copyright Laws[5]

### Singles notables
- 2003 : Fight (Terro Rhythm)
- 2004 : Plodder / Blair Witch (Contagious)